# No Escape Room
Pour plus de détails, voir Fiche technique et Distribution.
No Escape Room est un téléfilm d'horreur américain réalisé par Alex Merkin, et diffusée en 2018 sur Syfy.

## Synopsis
Quand une attraction de salle d'évasion passe d'une activité amusante à une expérience paranormale dangereuse, un père et sa fille doivent fuir un esprit en colère.

## Fiche technique
- Titre original : No Escape Room
- Réalisation : Alex Merkin
- Scénario :
- Direction artistique :
- Décors :
- Costumes :
- Photographie :
- Montage :
- Musique :
- Production :
- Sociétés de production : MarVista Entertainment
- Sociétés de distribution :
- Pays d'origine :  États-Unis
- Langue originale :
- Genre : horreur
- Durée : 85 minutes
- Date de sortie :
  - États-Unis : 6 octobre 2018[2] sur Syfy[3]
- Interdit aux moins de 12 ans

## Distribution
- Jeni Ross : Karen
- Mark Ghanimé : Michael
- Hamza Haq : Tyler
- Kathryn Davis : Melanie
- Dennis Andres : Andrew
- Brianna Barnes : Josie
- Kate Hurman : Betsy
- Samantha Amory : Lady in the Water
- Jad Saikali : Rotting Corpse